# Oued Fes

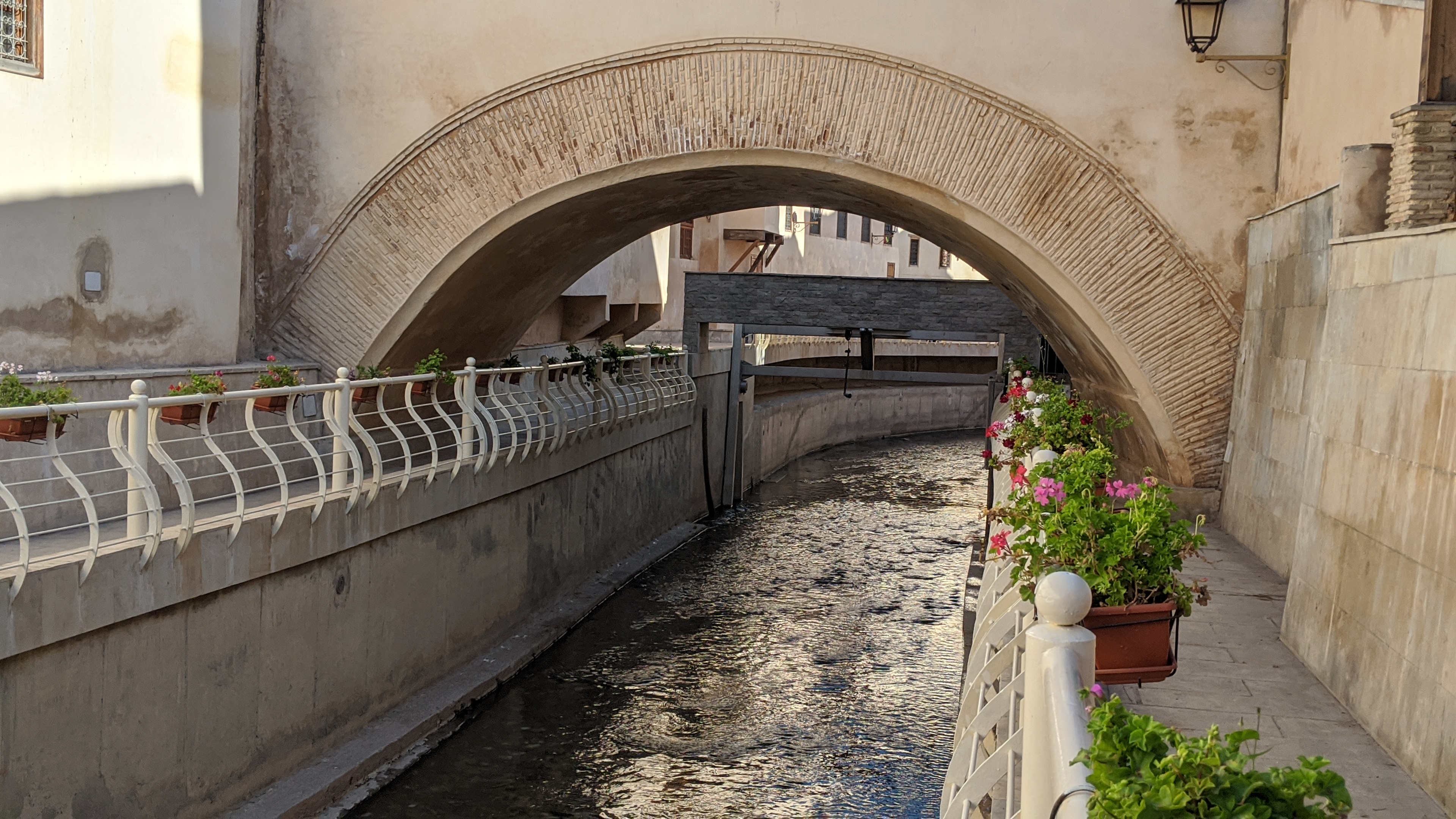
O Oued Bou Khrareb (uma parte do Oued Fes) fluindo pelo meio de Fes el-Bali, em 2020

O Oued Fes ( em árabe: واد فاس; romaniz.: Rio de Fez) ou Rio Fez é um afluente do Rio Cebu e historicamente a principal fonte de água da segunda maior cidade do Marrocos, Fez, da qual recebeu o nome.
O rio Fez é composto por vários riachos diferentes que nascem na planície de Saïss, ao sul e a oeste de Fez, antes de se juntarem na zona de Fez el-Bali, a cidade velha (medina) de Fez. Ao longo dos séculos, o rio foi sendo dividido e desviado para uma infinidade de canais que distribuíam água por toda a cidade e que outrora alimentavam várias noras históricas. Todos estes canais convergem para o Oued Bou Khrareb, o rio que atravessa o centro da cidade velha e que, historicamente dividia os bairros Qarawiyyin e Andalusiyyin. Depois de sair da cidade, o rio corre para o leste ao longo de um pequeno percurso, antes de se juntar ao Rio Cebu. Os vários ramos e seções do rio, incluindo os muitos dos canais artificiais, têm os seus próprios nomes.

## Descrição do rio

### Nascente
O rio nasce em Ras al-Ma ("A cabeça da água"), 12 quilómetros a sudoeste da cidade, numa cavidade de calcário lacustre, com um fluxo aproximado de 500 litros/segundo.:131

### Oued al-Jawahir
O braço principal do rio contorna a parte norte dos terrenos do Palácio Real (o Dar al-Makhzen ) e do bairro Fes el-Jdid, antes de entrar na medina Fes el-Bali. Esta seção do rio também é conhecida por Oued al-Jawahir (em árabe: واد الجواهر; romaniz.: Rio das Pérolas      ). Antigamente, passava por uma área pantanosa e de zonas húmidas localizada perto do que é hoje Fes el-Jdid e da moderna Ville Nouvelle, antes de emergir em vários locais. No entanto, desde a fundação de Fes el-Jdid (século XIII), o Oued al-Jawahir foi progressivamente sendo desviado e alguns dos seus antigos cursos de água parecem ter desaparecido. O curso do rio foi desviado para fornecer água ao complexo do Palácio Real e a uma sucessão de jardins reais, como os Jardins Mosara dos merínidas (hoje desaparecidos) e os Jardins Jnan Sbil, do século XIX (ainda existentes), antes de continuar em direção a Fes el-Bali, onde é distribuído por uma extensa rede de riachos e canais artificiais que terminam no Oued Bou Khrareb. 

### Oued Bou Khrareb
O Oued Bou Khrareb (ou Oued el-Kbir ) é o nome dado ao principal curso urbano do rio, que atravessa o centro da medina Fes el-Bali.:122 Este rio é inicialmente alimentado por dois outros riachos chamados Oued ez-Zitoun e Oued Bou Fekran, que entram na cidade pelo sul, em Bab Jdid. :234 Também é alimentado por vários canais que se ramificam do Oued al-Jawahir para abastecer a cidade, antes de finalmente desembocarem nesta ravina do centro da cidade. Sendo o ponto mais baixo da medina, o rio funciona como um coletor das águas sujas e pluviais da cidade.
O curso do Bou Khrareb traça a fronteira histórica entre os bairros Qarawiyyin e Andalus, que eram originalmente duas cidades diferentes (al-'Aliya e Madinat Fas), antes de terem sido fundidas pelos almorávidas no século XI. Grande parte do percurso do Oued Bou Khrareb, de Bab Jdid até à Place R'cif, está agora soterrada sob uma rua moderna onde é permitida a circulação automóvel (uma das poucas na medina). A rua utiliza o percurso do rio até à Place R'cif, uma grande praça no coração da medina, e o rio ressurge no lado norte da praça. A partir daí, o rio corre para nordeste e sai da cidade entre Bab Guissa e a antiga porta de Bab Sidi Bou Jida.

## A rede fluvial histórica de Fez

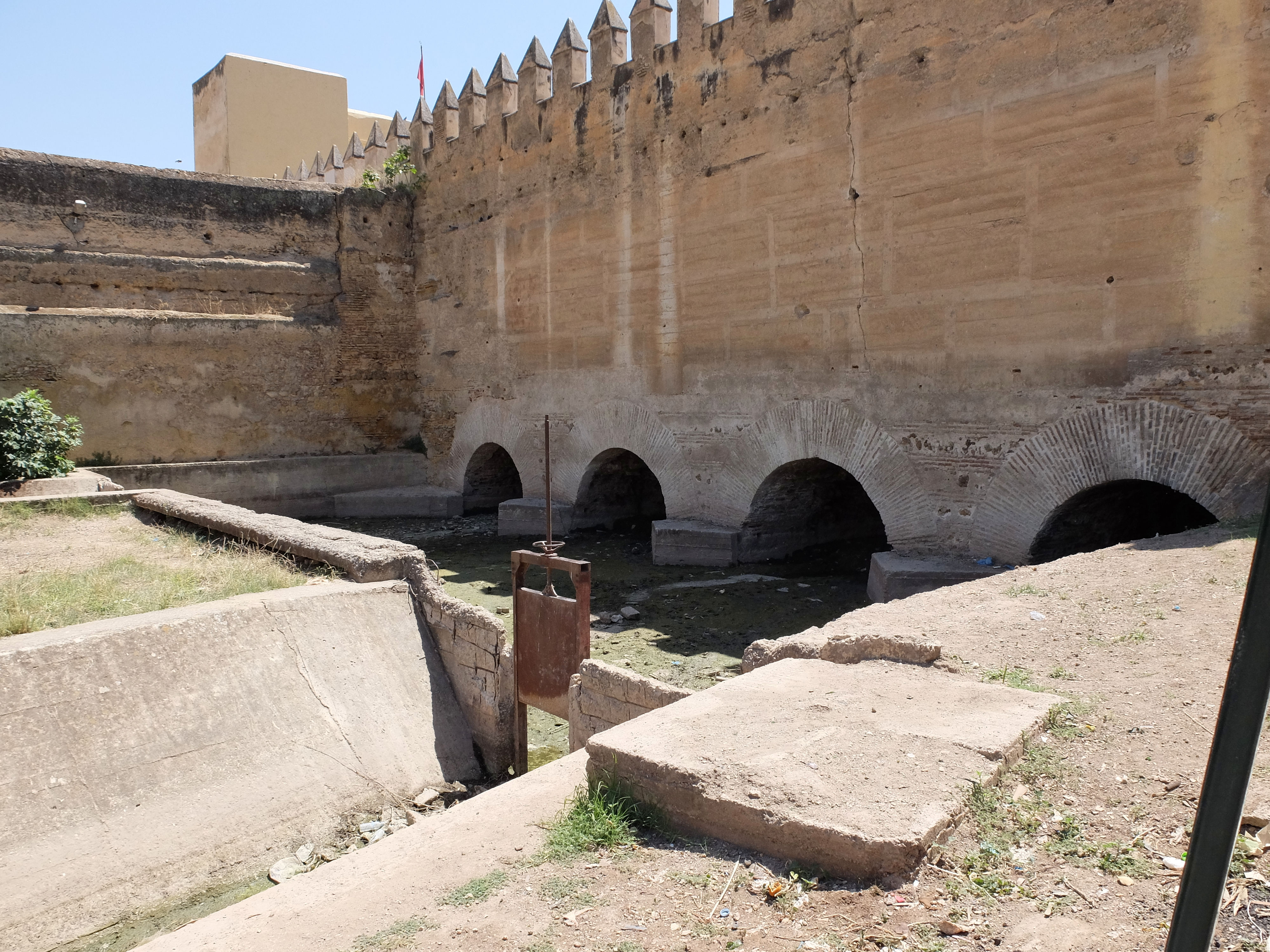
O Oued al-Jawahir emergindo por baixo das muralhas do Antigo Mechouar em Fes el-Jdid. Os primeiros dois canais do rio, visíveis em primeiro plano à esquerda, nascem aqui e depois nos Jardins Jnan Sbil.

Fes el-Bali teve acesso a água abundante desde a sua fundação. Os contornos atuais do seu sistema de abastecimento de águas foram iniciados pelo emir Zenata Dunas ibn Hamama, entre 1037 e 1049, e posteriormente elaborados pelo emir almorávida Yusuf ibn Tashfin, entre 1069 (a conquista almorávida de Fez) e 1106.
Do oeste, o Oued al-Jawahir flui para o leste ao longo do limite norte de Fes el-Jdid, passando pelo Bab Bou Jat Mechouar, pelo Dar al-Makina (uma antiga fábrica de armas), passando depois sob o antigo Mechouar perto de Bab Dekkakin, antes de ressurgir a leste, junto aos muros dos Jardins Jnan Sbil. Aqui emerge de quatro aberturas em arco na parte inferior das muralhas do antigo Mechouar e aqui ocorre a primeira grande divisão artificial do rio. Esta divisão cria uma série de canais (a maioria deles subterrâneos) que atravessam Fes el-Bali e acabam por desaguar no Oued Bou Khrareb (o nome do curso principal do rio dentro da cidade). Existem quatro canais históricos: o Oued Fejjalin, o Oued el-Hamiya, o Sakiyyat el-Abbasa e o Oued Shrashar . Quase todos se subdividem em mais canais, à medida que progridem pela cidade. Dentro desta rede, os canais destinados ao fornecimento de água potável e limpa eram mantidos em separado dos que eram usados para as águas residuais.
O Oued Fejjalin é uma dos canais mais importantes; passa pela parte norte dos Jardins Jnan Sbil e pelo Palácio Dar al-Beida, antes de se dividir noutros ramos. Um dos ramos segue para sul, mas hoje praticamente desapareceu. O outro, o Oued el-Lemtiyyin, continua para nordeste em direção à área de Bou Jeloud e abastece os bairos do norte da cidade. Logo depois de cruzar as muralhas da cidade, a água do Oued el-Lemtiyyin é coletada por uma grande estrutura distribuidora adjacente a sul da porta Bab Bou Jeloud. Trata-se de uma estrutura feita de tijolos e taipa, que data do período almorávida, embora a muralha a oeste faça parte das muralhas da cidade almóada e algumas características hidráulicas provavelmente tenham sofrido modificações ao longo dos anos, à medida que a cidade se desenvolveu ou quando os acordos que regulavam a distribuição de águas mudavam. Possui três aberturas em arco que levam a câmaras abobadadas sob o muro, de onde a água emerge do outro lado em três canais a céu aberto ou "zonas", com diferentes elevações. A zona intermédia consiste num grande reservatório que alimenta três canais subterrâneos a leste. As outras duas zonas, localizadas em terrenos mais altos, de cada lado desta, recebiam quantidades menores de água, mas eram mais complexas, consistindo em várias pequenas bacias e canais que regulavam a distribuição pelos bairros locais. As diferenças na profundidade e elevação dos diferentes reservatórios e canais refletiam os acordos de água institucionalizados, segundo os quais certos bairros ou edifícios tinham acesso prioritário à água, enquanto outros locais, com menos prioridade, só a recebiam quando o nível de água estava alto o suficiente para atingir os canais e reservatórios localizados a maior altura. A água que entrava no distribuidor era também retardada e desviada por pequenas barragens e bacias de decantação, bem como pelos próprios reservatórios, que serviam como um sistema rudimentar de tratamento de água, capturando e filtrando lixo e outras partículas poluentes. A partir deste distribuidor, a água espalha-se por vários canais subterrâneos, pelos bairros localizados a jusante, começando pelos das áreas de Tala'a Kebira e Tala'a Seghira. Um dos canais ainda passa atualmente pelo pátio da Madrasa Bou Inania. Outras estruturas distribuidoras, de menor dimensão e complexidade, estavam localizadas ao longo desta rede e de outras redes, com o objetivo de regular melhor a distribuição de água.  
Quanto ao Oued el-Hamiya, começa por se separar dos outros ramos principais em Jnan Sbil antes de se dividir em mais ramos que abastecem principalmente as partes meridionais da cidade. Um dos seus ramos também abastecia, através de um aqueduto, o bairro de Andalus, na margem oposta do rio Bou Khrareb. Os dois últimos ramos, Sakiyyat al-Abbasa e Oued Shrashar, abasteciam as regiões perto de Bab al-Hadid e os jardins entre Fes el-Jdid e Fes el-Bali.
Além desta rede de canais, provenientes do Oued al-Jawahir, na zona ocidental da cidade, os riachos a sul da cidade (que também formavam o início do Oued Bou Khrareb) alimentavam um canal totalmente separado, mas importante, chamado Oued Masmuda. Este canal, mais a leste, fornecia água para a maior parte do bairro Andalus, a sudeste do rio Bou Khrareb. Começa a sul da cidade e atravessa as antigas muralhas da cidade através de uma abertura chamada Bab ash-Shobbak ("porta da janela") que era protegida por uma grade de ferro. Existem outros canais que se separaram deste enquanto serpenteia pelo bairro, até que finalmente se junta ao Oued Bou Khrareb pouco antes de sair da cidade. Este canal parece ter recebido o nome das tribos berberes Masmuda, que fundaram o movimento almóada, o que sugere que pode ter sido construído pelos almóadas ou que famílias ou tropas Masmuda se poderão ter aquartelado perto dele. :113

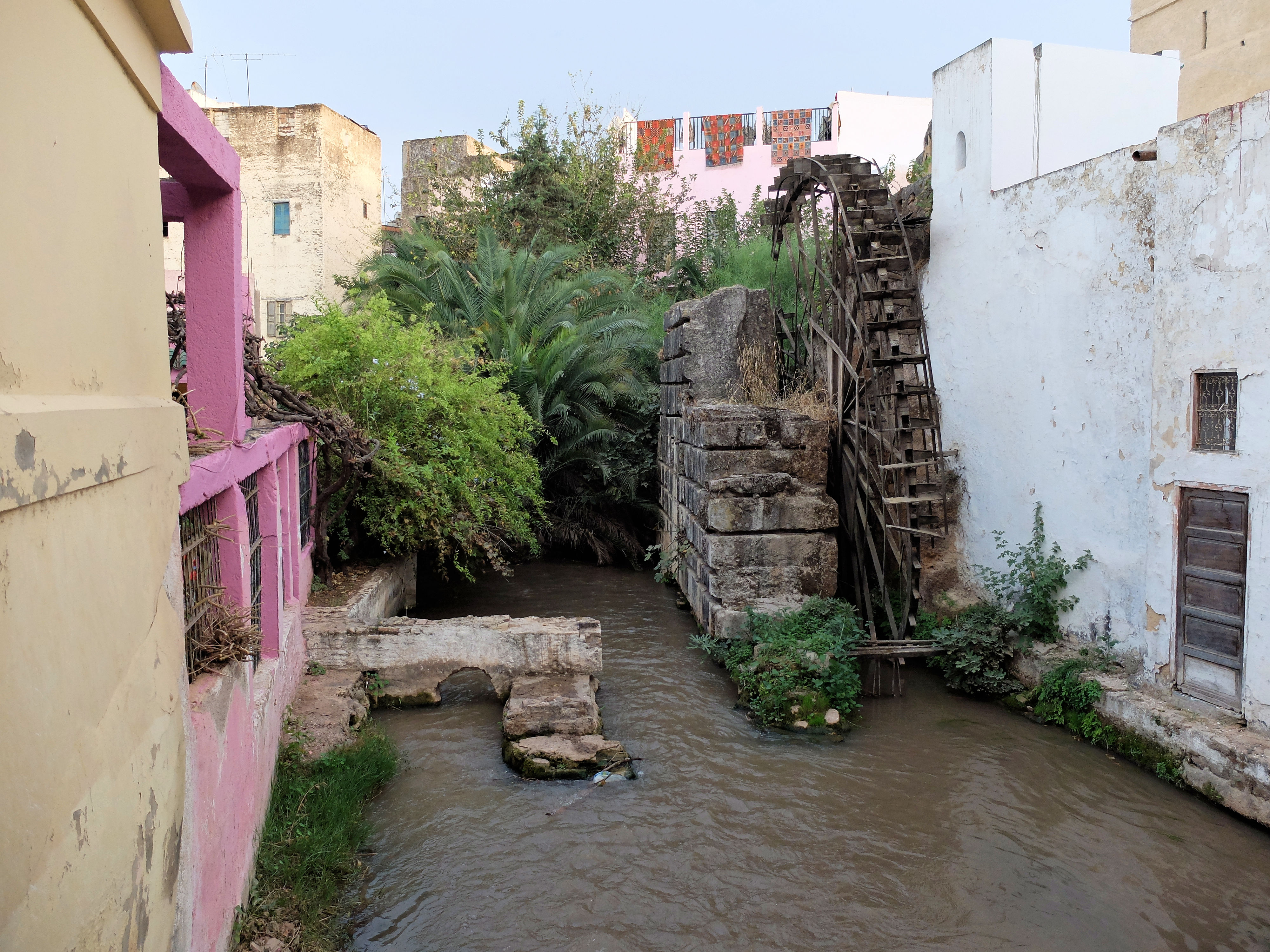
Uma nora histórica na extremidade oeste dos Jardins Jnan Sbil, entre Fes el-Jdid e Fes el-Bali.

Muitos destes canais históricos estão agora soterrados, com apenas alguns topónimos antigos sugerindo a existência das antigas pontes (por exemplo, Qantrat Bou Rous ao longo de uma parte de Tala'a Kebira). Estes canais e riachos alimentam ainda uma série de indústrias, como as históricas fábricas de curtumes da cidade, das quais as mais famosas são as Chouara Tanneries. Um grande número de noras (em árabe: noryas ou saqiyyas ) foram localizadas ao longo da rede de canais da cidade, para auxiliar na distribuição de água ou para abastecer certas indústrias. Algumas eram de grandes proporções, como a enorme nora que abastecia os jardins reais Marinid de Mosara, que media 26 metros de diâmetro e 2 metros de largura. Apenas sobrevivem algumas dessas noras, incluindo alguns exemplares na zona dos Jardins Jnan Sbil.  

## Pontes históricas

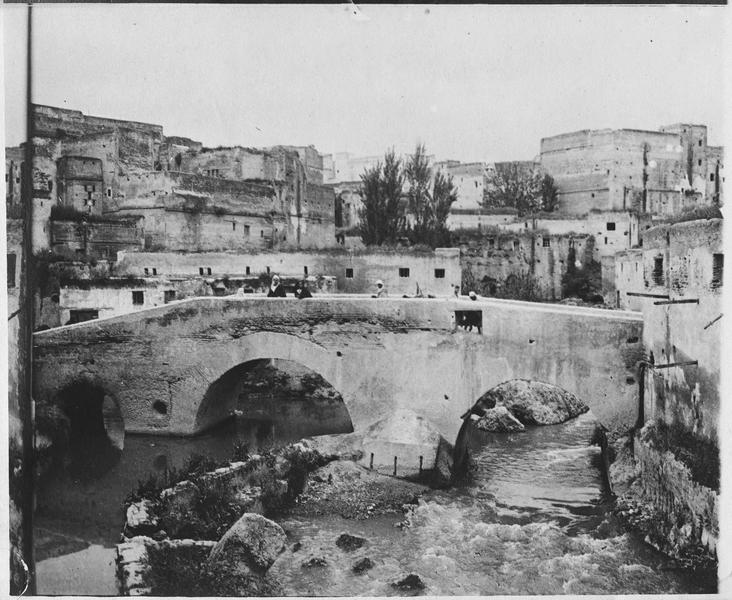
A Ponte Bin el-Mudun, numa fotografia de 1916

O Oued Bou Khrareb é atravessado por várias pontes históricas dentro da medina, algumas das quais foram construídas antes da unificação das duas cidades numa única, no século XI. Houve pelo menos seis pontes, supostamente construídas pelo governador Maghrawa Dunas ibn Hamama no início do século XI, antes da unificação das duas cidades pelos almorávidas, no final do mesmo século.  (p51) Desde então, estas pontes foram reparados ou reconstruídos muitas vezes. O historiador do século XIV, Al-Jazna'i, relatou que o governador almorávida Yusuf Ibn Tashfin (falecido em 1106) construiu seis pontes, a que foram dados os nomes de Abu Tuba, Abu Barquqa, Bab al-Silsila, Sebbaghin, Kahf al-Waqqadin e er-Remila. Muitas delas foram destruídos nas enchentes de 725 AH (1324 ou 1325 d.C.), sendo que algumas foram posteriormente reconstruídos pelo sultão merínida da época, Abu Sa'id (falecido em 1331). Algumas destas pontes desapareceram, mas os seus nomes permaneceram como topónimos locais. Um estudo de María Marcos Cobaleda e Dolores Villalba Sola indica que duas das pontes almorávidas ainda estão preservadas. O historiador Roger Le Tourneau estimou que as três principais pontes atuais datam pelo menos do período almóada. (p148)

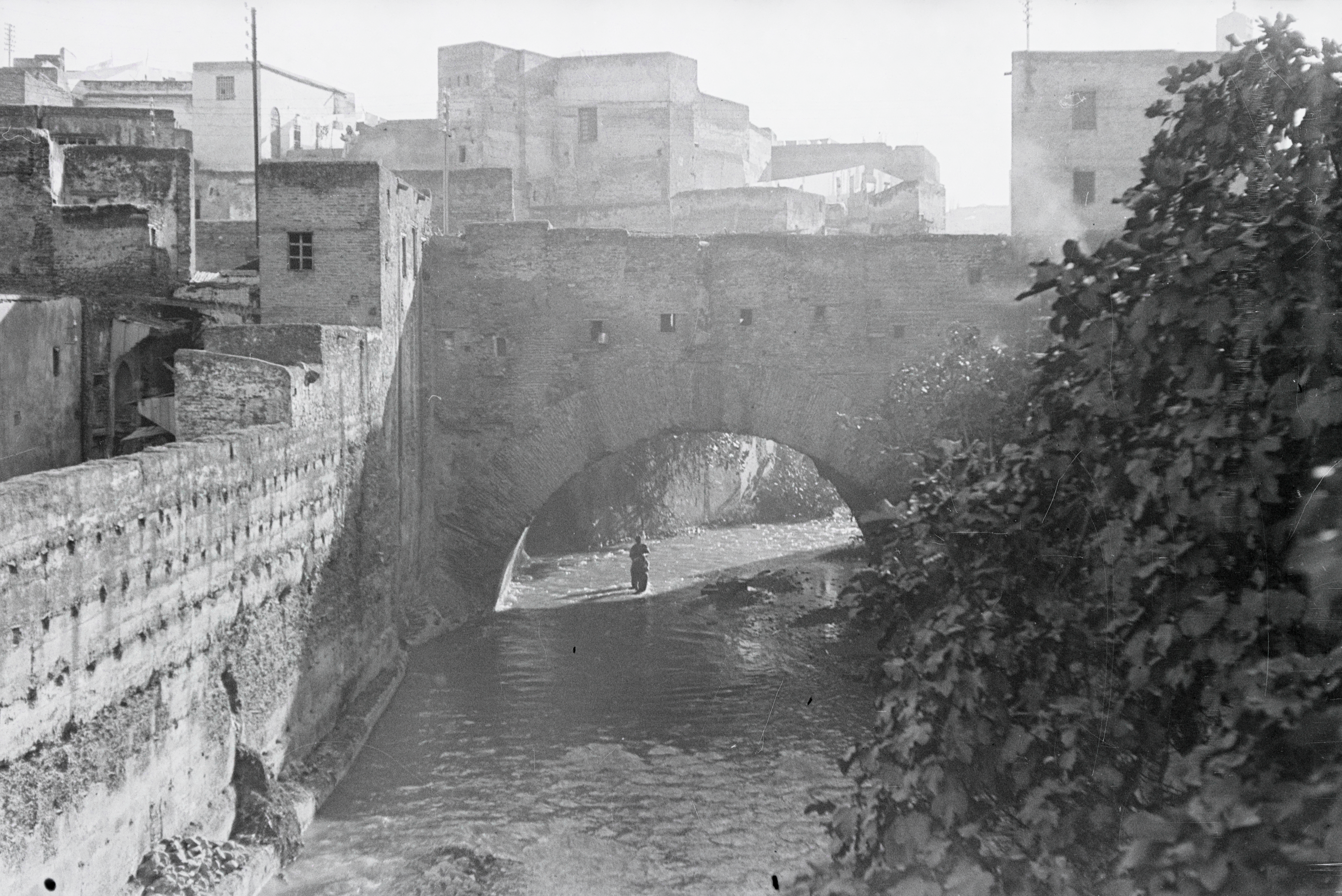
A Ponte Terrafin ("Ponte dos Sapateiros") sobre o rio, em 1932, no extremo norte da atual Praça R'cif.

Das pontes que existem atualmente, a Qantrat Bin el-Mudun ("ponte entre as duas cidades") é a que fica mais a norte, seguida a sul pela Qantrat Sebbaghin ("ponte dos curtidores"; também conhecida como ponte de Gzam Ben Zakkoun) e pela Qantrat Terrafin ("ponte dos sapateiros"), a norte da Place R'cif.(128, 142–145) Outra ponte, a Qantrat Sidi al-'Awwad ("ponte de Sidi al-Awwad"), ficava mais a sul, numa área onde o rio agora foi canalizado sob uma rua. (142–146) Tradicionalmente, as três pontes mais importantes eram as de Bin el-Mudun, Terrafin e Sidi al-'Awwad, cada uma delas localizada ao longo de uma importante rua do bairro de Andalus (a zona oriental). (p142)

A ponte Bin el-Mudun, que se acredita datar da época de Dunas ibn Hamama, era considerada uma das mais pitorescas, por estar localizada numa ravina rochosa. María Marcos Cobaleda e Dolores Villalba Sola atribuem-na ao período almorávida. Possui um vão composto por três arcos, mas apenas o central é visível nos dias de hoje. Acredita-se que a ponte Sebbaghin, também conhecida como ponte Khrashfiyin (ou Khrachfiyine na transliteração francesa), foi mandada construir por Dunas ibn Hamama e restaurada ou reconstruída pelos merínidas no século XIV. A ponte Terrafin ou al-Tarrafin, inicialmente chamada Qantrat Bab al-Silsila, encontra-se no extremo norte da Place R'cif. Acredita-se que tenha sido erguida no tempo do Emir Dunas, no século XI, embora María Marcos Cobaleda e Dolores Villalba Sola a atribua também ao período almorávida. É a única ponte em Fez que tem lojas em ambos os lados, tal como muitas pontes europeias medievais.(p336)

Pontes históricas preservadas sobre o Oued Bou Khareb
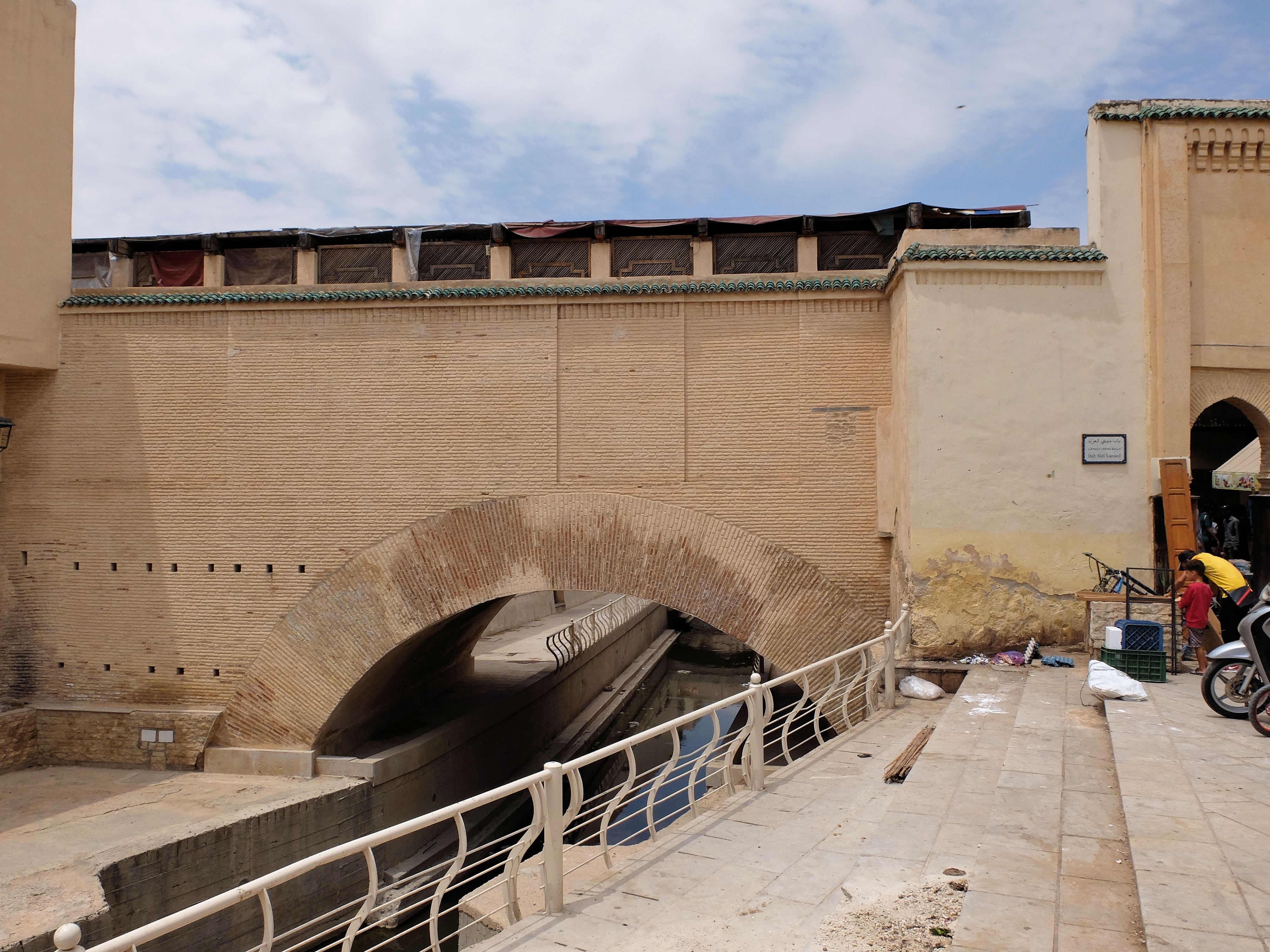
A ponte Terrafin, localizada no extremo norte da Place R'cif (foto de 2023)
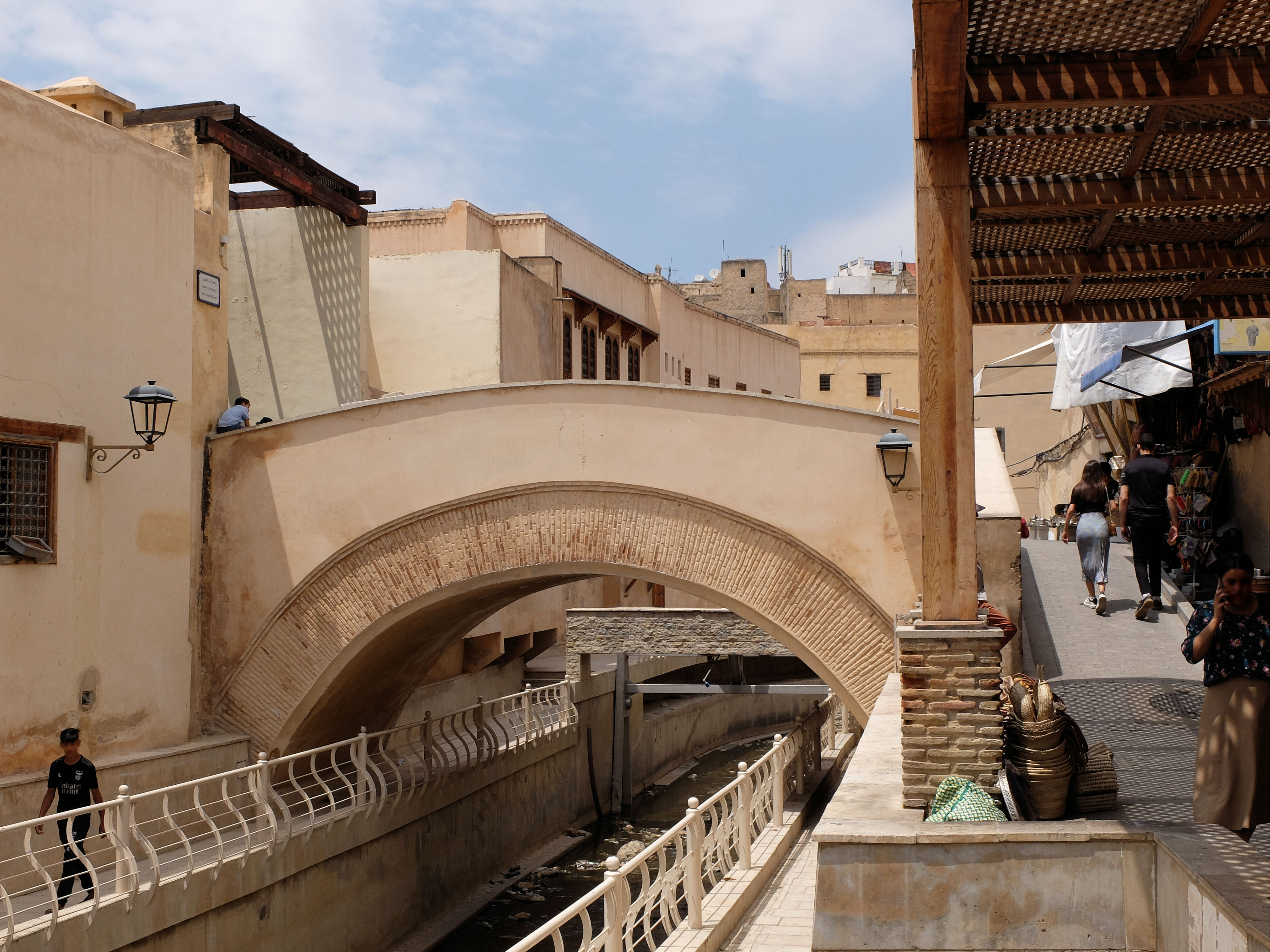
A ponte Sebbaghin, localizada a norte da ponte Terrafin (foto de 2023)
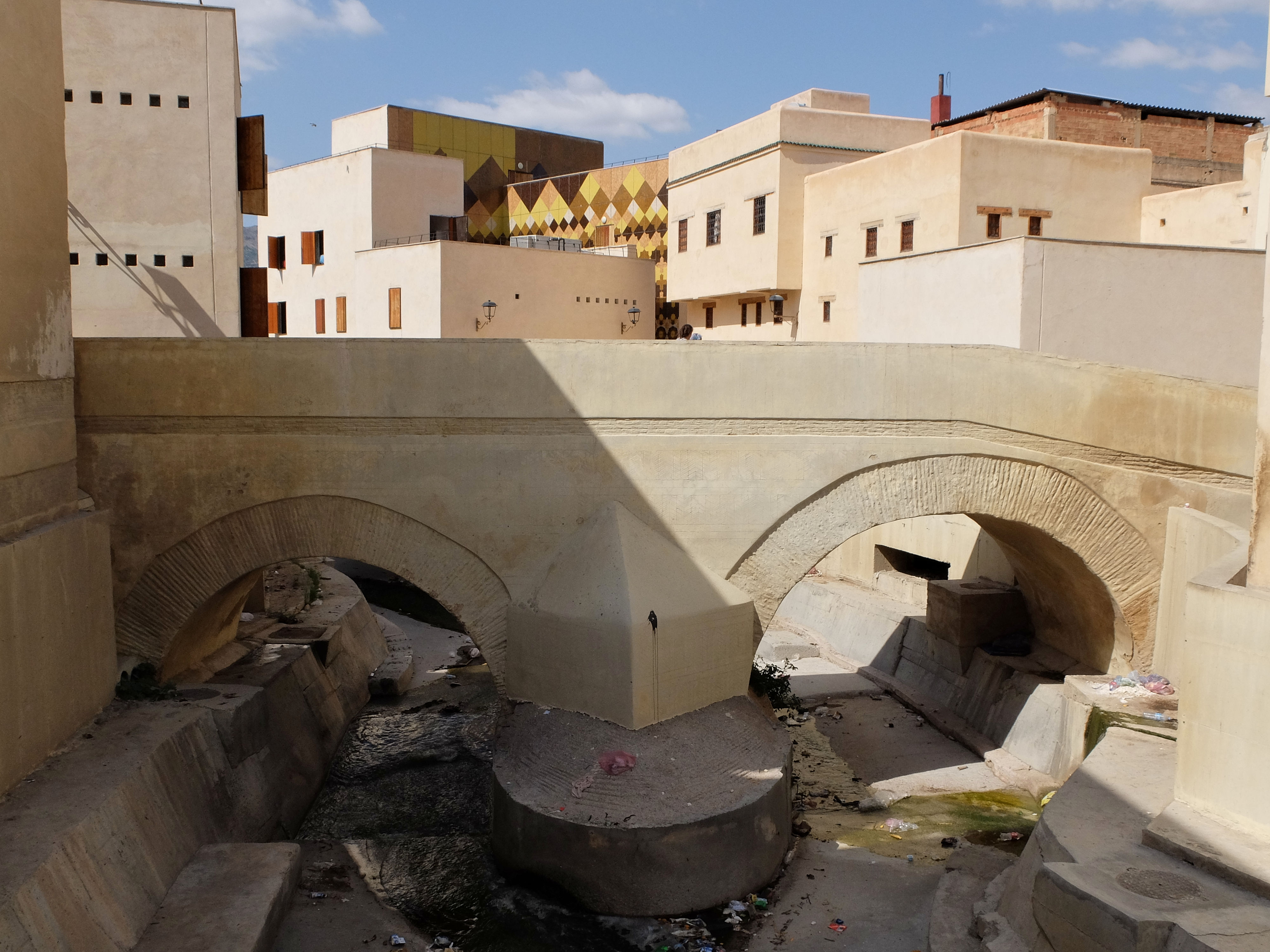
A ponte Bin el-Mudun, localizada um pouco a sul dos Curtumes Chouara (foto de 2023)

## Poluição e esforços de reabilitação

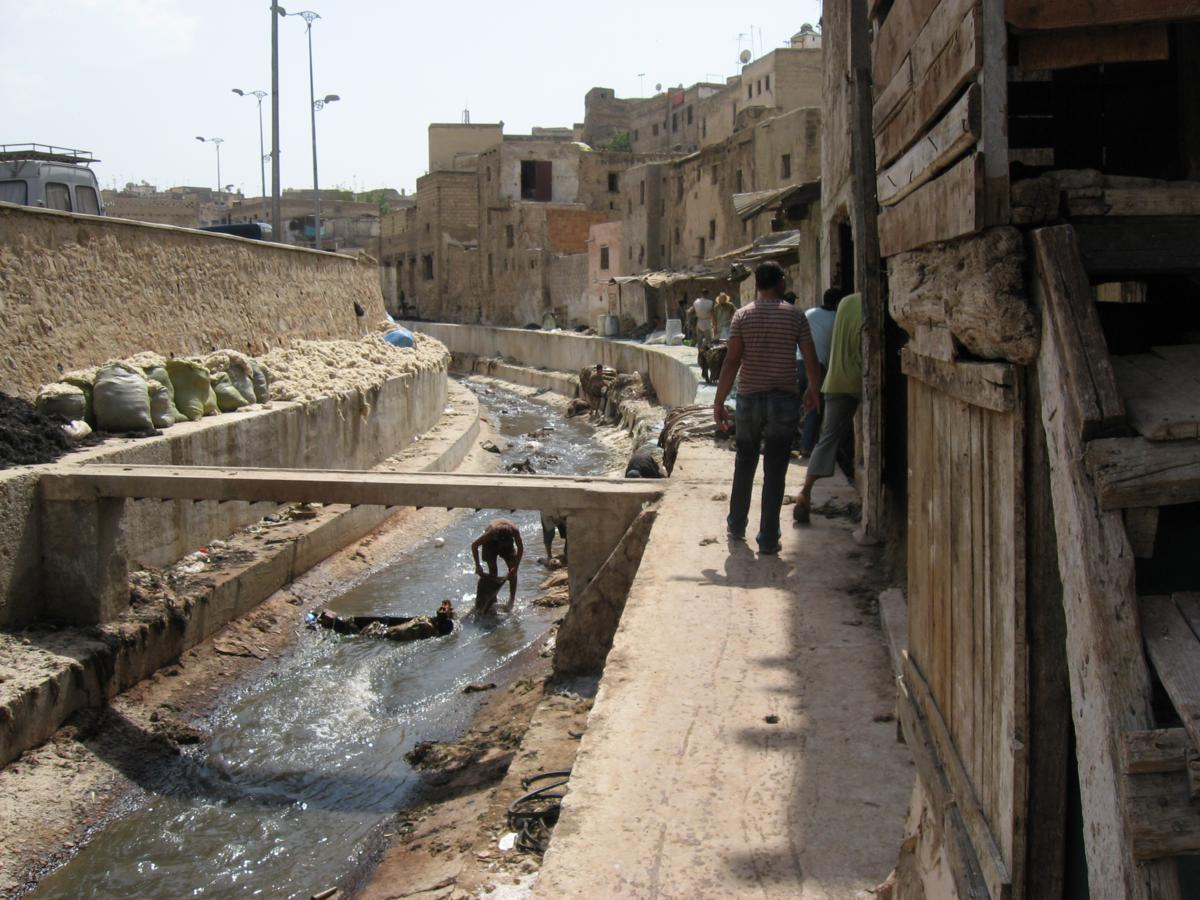
Curtidores tradicionais a trabalhar no curso do Oued Bou Khrareb (2006; antes da reabilitação).

O rio Fez, em especial o Oued Bou Khrareb, dentro da antiga medina, recebe desde há muito os esgotos da cidade e os efluentes das fábricas de curtumes da zona, e era usado como caixote de lixo dos moradores. O próprio nome Oued Bou Khrareb significa "rio da imundície". O aumento da poluição nos tempos modernos levou os moradores a construir muros e barreiras de cimento para bloquear o cheiro proveniente do rio e as autoridades da cidade a cobrir algumas partes expostas do rio com lajes de betão, o que só levou à acumulação de mais lixo. Os efluentes da indústria de curtume e de outras atividades também resultaram na acumulação de resíduos químicos tóxicos, particularmente de níveis elevados de crómio, no leito do rio. Embora que a água potável da cidade (que é captada a montante) não é afetada por toda esta poluição, os problemas surgem para os residentes a jusante, ao longo do rio Cebu, que recebe as águas do Oued Fes.

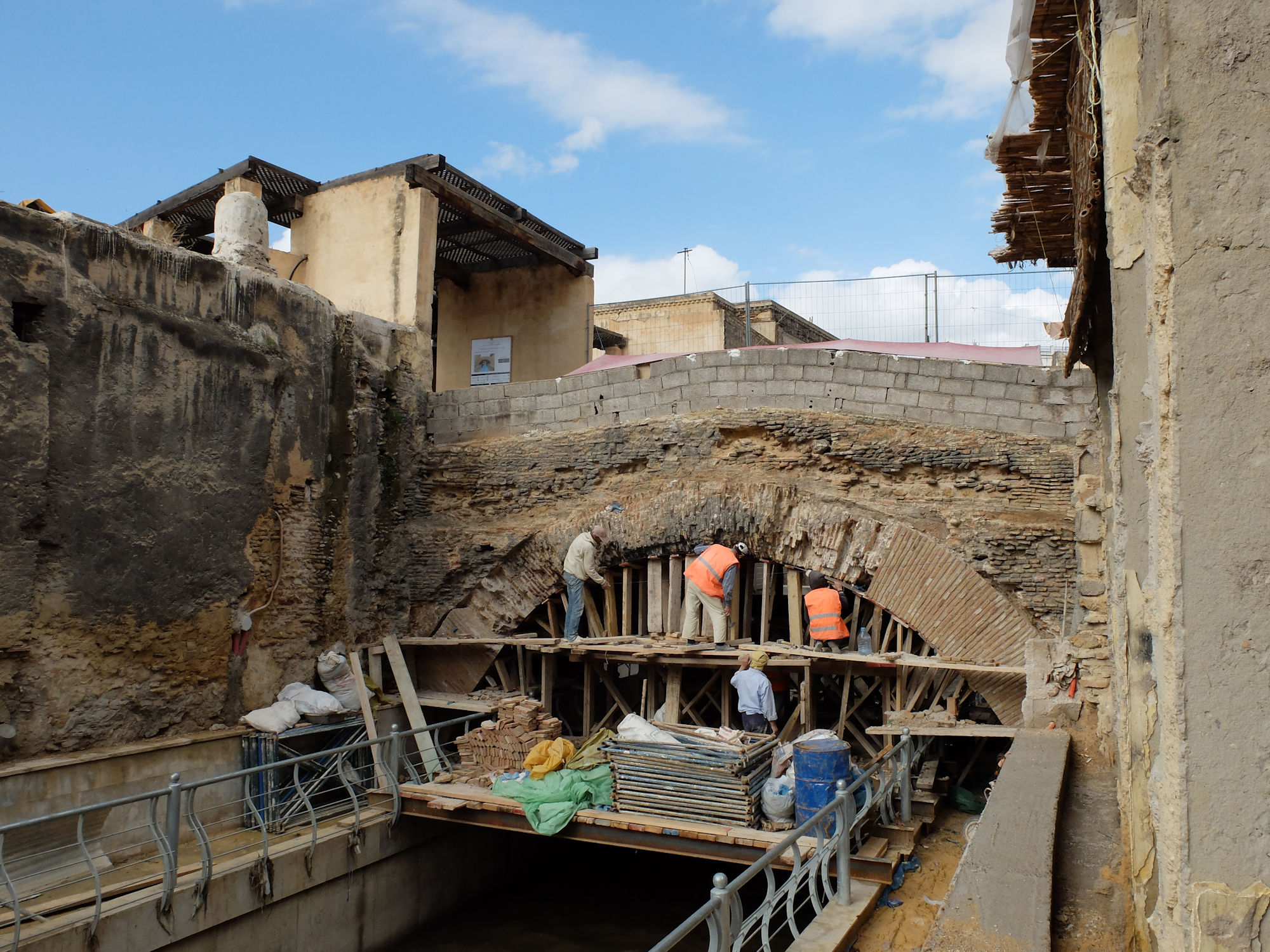
A restauração da ponte Sebbaghin, em novembro de 2014

No final dos anos 2000, foi iniciado um projeto de grande escala para reabilitar o sistema fluvial e o ambiente urbano. O projeto, liderado pela arquiteta Aziza Chaouni, incluiu a limpeza do rio, a renovação das suas margens urbanas, a criação de passeios pedestres e a renovação dos espaços abertos existentes ao longo do rio, tais como a Place R'cif e a Place Lalla Yeddouna. A proposta de melhoria da qualidade da água incluía também a criação de zonas húmidas (que anteriormente existiam ao longo do curso do rio) e a restauração dos canais do rio. A certa altura, o projecto também se propunha deslocalizar a indústria de curtumes para outro local, onde os seus efluentes pudessem ser geridos de forma mais segura, mas, por fim, as fábricas de curtumes foram restauradas e mantidas no local.
Em paralelo com a reabilitação do rio, que está em curso, têm sido feitos esforços mais ambiciosos para restaurar os monumentos e marcos históricos da cidade antiga, principalmente sob a direção da agência local de restauração do património, a ADER-Fes, incluindo o restauro das pontes Terrafin e Sebbaghin/Khrashfiyin, sobre o Oued Bou Khrareb, na década de 2010.